# Copestylum prescutellare
Copestylum prescutellare är en tvåvingeart som först beskrevs av Samuel Wendell Williston  1888.  Copestylum prescutellare ingår i släktet Copestylum och familjen blomflugor. Inga underarter finns listade i Catalogue of Life.